# Yan Bingtao
Yan Bingtao (chiń. 颜丙涛, ur. 16 lutego 2000) – profesjonalny chiński snookerzysta. Plasuje się na 62. miejscu pod względem zdobytych setek w profesjonalnych turniejach, ma ich łącznie 153.

## Kariera zawodowa
Yan rozpoczął zmagania w profesjonalnym snookerze w wieku 13 lat. Swój pierwszy mecz przeciwko zawodowcowi wygrał podczas turnieju Yixing Open przeciwko Vinniemu Calabrese. W następnym sezonie zakwalifikował się do pierwszej rundy turnieju Shanghai Masters 2014, gdzie został pokonany 2:5 przez Graeme'a Dotta.
W sezonie 2015/2016 Chińczyk dostał się do grona zawodowców, jednak nie mógł wystąpić w turnieju Australian Goldfields Open 2015 z powodu nieotrzymania brytyjskiej wizy. Jego karta main-tourowa została odroczona do sezonu 2016/2017. Niedługo potem wraz z rodakiem Zhou Yuelongiem zwyciężył w turnieju World Cup 2015, pokonując w finale Szkotów Johna Higginsa i Stephena Maguire'a.
W 2017 roku Yan został drugim najmłodszym w historii (po Luce Brecelu) uczestnikiem mistrzostw świata w snookerze. W pierwszej rundzie Chińczyk przegrał z Shaunem Murphym 8:10. W następnym sezonie dotarł do finału Northern Ireland Open 2017, zostając najmłodszym w historii finalistą turnieju rankingowego. W finale rozgrywanym przeciwko Markowi Williamsowi Yan prowadził 6:3 i 8:7, jednak Walijczyk wygrał dwie ostatnie partie i cały mecz 9:8.
28 lipca 2019 roku Chińczyk wygrał swój pierwszy turniej rankingowy, pokonując w finale Riga Masters 2019 Marka Joyce'a 5:2. W tym samym sezonie dotarł do półfinału turnieju UK Championship, w którym przegrał ze swoim rodakiem i późniejszym zwycięzcą turnieju Ding Junhuiem 2:6.
W styczniu 2021 roku Yan zadebiutował w turnieju Masters. W turnieju tym pokonywał kolejno Neila Robertsona, Stephena Maguire'a i broniącego tytułu Stuarta Binghama (każdy z tych meczów zakończył się wynikiem 6:5), dzięki czemu awansował do finału. W decydującym meczu Chińczyk pokonał 10:8 Johna Higginsa, zostając tym samym drugim najmłodszym triumfatorem turnieju Masters (po Ronniem O’Sullivanie). Yan został również pierwszym zawodnikiem od 2008 roku i triumfu Marka Selby'ego, który zdobył ten tytuł w debiucie.
12 grudnia 2022 został zawieszony przez World Professional Billiards and Snooker Association w związku z podejrzeniami o manipulowanie wynikami meczów na potrzeby zakładów bukmacherskich.

## Wygrane tytuły
- Riga Masters 2019
- Masters 2021